# Mancuk
Mancuk is een bestuurslaag in het regentschap Simalungun van de provincie Noord-Sumatra, Indonesië. Mancuk telt 2214 inwoners (volkstelling 2010).